# Лжелопатоносы
Лжелопатоносы, аральские лопатоносы, ложнолопатоносы (лат. Pseudoscaphirhynchus) — род рыб семейства осетровых. Эндемики рек Аральского бассейна: Амударьи и Сырдарьи.
Три вида:
- Pseudoscaphirhynchus fedtschenkoi — Сырдарьинский лопатонос
- Pseudoscaphirhynchus hermanni — Амударьинский малый лопатонос
- Pseudoscaphirhynchus kaufmanni — Амударьинский большой лопатонос

Все три вида занесены в международную красную книгу и находятся на грани исчезновения, сырдарьинский лопатонос, вероятно, вымер.